# 韩子栋
韩子栋（1908年—1992年5月19日），原名韩国桢，山东阳谷石佛镇韩庄村人，中国共产党干部。

## 生平
12岁才开始读书。入聊城山东省立二中。1930年考入北平中国大学经济系半工半读，在北平春秋书店打工，结识了地下党周怡武。1932年在北平中国大学参加革命，1933年参加煤矿工人罢工斗争。1933年加入中国共产党，奉命打入蓝衣社。1934年11月在北平被宪兵三团逮捕，作为政治犯被判处无期徒刑。被国民政府辗转关押于北平、南京、汉口、益阳、息烽、重庆等地长达14年之久。从1934年被捕，到1940年前一直没被“放风”（室外散步）。1946年7月，军统贵州息烽监狱撤销，韩子栋被转押到重庆渣滓洞监狱，又被转押到白公馆。1947年8月18日随看守卢北春去磁器口买东西，借机逃狱。跋涉45天经涪陵、万县、宜昌、汉口、许昌得到郑发的帮助在当地“交通旅馆”当了一个月的帮厨，以菜役身份拿到“路条”后，经郑州、新乡，1947年11月中旬进入滑县解放区的卫南县耿范村。1948年1月，韩子栋向中共中央组织部递交了入狱及脱险报告，经组织审查后恢复了他的党籍。又跟随东进的解放大军回到了阔别14年的家乡山东省阳谷县。历任山东范县城关镇党委书记、中财委人事局科长、北京人民机器厂副厂长。
中华人民共和国建立后，历任中央人事部副处长，一机部二局副局长，国家技委办公厅副主任，1958年调任贵阳市委书记处书记、市委副书记、市政协主席、市委监委书记。文革期间曾被迫害，后获得平反，任贵州省政协常委兼副秘书长。。省顾委委员。1985年离休。
韩子栋是《红岩》虚构人物华子良的原型。

## 家庭
- 妻子王玉玲
- 长女韩秀融（1934-）
- 儿子
- 次女